# (91006) Fleming
(91006) Fleming ist ein Asteroid des mittleren Hauptgürtels, der am 28. Januar 1998 von den tschechischen Astronomen Miloš Tichý und Zdeněk Moravec am Kleť-Observatorium (IAU-Code 046) bei Český Krumlov entdeckt wurde.
Es wird vermutet, dass (91006) Fleming im weiteren Sinne zur Maria-Familie gehören könnte, einer nach dem Asteroiden (170) Maria benannten Gruppe von Asteroiden. Die zeitlosen (nichtoskulierenden) Bahnelemente von (91006) Fleming sind fast identisch mit denjenigen des, wenn man von der Absoluten Helligkeit von 13,9 gegenüber 15,9 mag ausgeht, größeren Asteroiden (18144) 2000 OO48.
(91006) Fleming ist nach dem schottischen Bakteriologen und Nobelpreisträger Alexander Fleming benannt. Die Benennung erfolgte durch die Internationale Astronomische Union (IAU) am 24. November 2007. Nach Alexander Fleming und der US-amerikanischen Astronomin Williamina Fleming war 1970 schon ein Mondkrater der nördlichen Mondhemisphäre benannt worden: Mondkrater Fleming.